# Silvestro dei Gherarducci

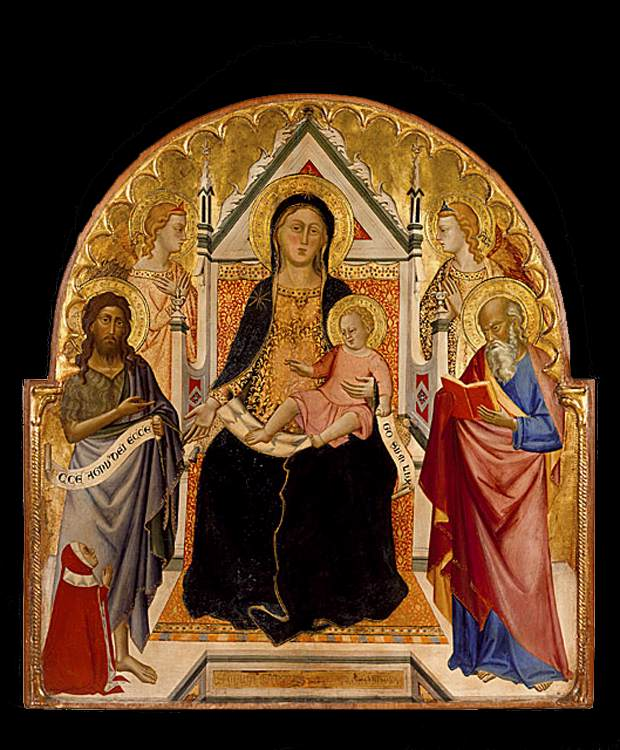
Silvestro de' Gherarducci - Madonna con il bambino e i santi Giovanni Battista e Paolo

Silvestro dei Gherarducci (1339 – Firenze, 5 ottobre 1399) è stato un miniatore e pittore italiano.

## Biografia
Poco si conosce sui primi anni della sua vita e non ci è noto il luogo in cui nacque. Silvestro dei Gherarducci  divenne monaco camaldolese e poi abate a Firenze, dedicandosi alla scrittura di manoscritti illustrati e di codici musicali miniati. Successivamente si dedicò anche alla pittura costituendo una scuola fiorentina di pittura.